# Lars Ulrich
Lars Ulrich (Gentofte, Danska, 26. prosinca 1963.) je danski bubnjar i tekstopisac thrash metal sastava Metallica koji je osnovao s pjevačem i ritam gitaristom Jamesom Hetfieldom.
Lars i James osnovali su Metallicu nakon što se James javio na Larsov oglas, u kojem je tražio pjevača i gitarista za glazbeni projekt, koji je ubrzo postao sastav.